# Íklaina
Íklaina (en griego, Ίκλαινα: iklaina) es un pueblo y un yacimiento arqueológico de Mesenia (Grecia). Administrativamente pertenece al municipio de Pilos-Néstor, y la unidad municipal de Pilos. En el año 2011 contaba con una población de 313 habitantes.

## Arqueología
Cerca de este pueblo hay un yacimiento arqueológico que fue identificado por Spyridon Marinatos, pero las investigaciones y excavaciones más exhaustivas fueron llevadas a cabo a partir de 1999, dirigidas por Michalis Kosmopoulos y la Sociedad Arqueológica de Atenas.
En él se han encontrado los restos de un asentamiento importante cuyo periodo de apogeo tuvo lugar en la época micénica.  
Entre los hallazgos más destacados se encuentra una importante mansión que contaba con un sistema de drenaje y se encontraba decorada con frescos. También se ha hallado una estructura escalonada de bloques ciclópeos, huellas de casas y calles pavimentadas y una tablilla en lineal B que constituye la más antigua encontrada en el sistema de escritura lineal B de Grecia.
Kosmopoulos cree que el topónimo A-pu2-we que aparece en las tablillas de lineal B de Pilos debe ser identificado con el asentamiento de Íklaina.
El asentamiento fue destruido, al igual que otros centros micénicos, hacia 1200 a. C.